# Lepthyphantes ligulifer
Lepthyphantes ligulifer este o specie de păianjeni din genul Lepthyphantes, familia Linyphiidae, descrisă de Denis în anul 1952.
Este endemică în Romania. Conform Catalogue of Life specia Lepthyphantes ligulifer nu are subspecii cunoscute.